# Большая Веснина
Большая Веснина — река в России, протекает по территории Красноярского края. Правый приток Енисея.

## География
Река Большая Веснина берёт начало на склоне холма. Около 40 км течёт в южном направлении. Сливаясь с рекой Шиверная Веснина поворачивает на запад. Впадает в Енисей справа на расстоянии 2348 км от устья в 8 км к северу от села Усть-Кан. Длина реки — 86 км, площадь водосборного бассейна — 1180 км².

## Данные водного реестра
По данным государственного водного реестра России относится к Енисейскому бассейновому округу. Код водного объекта — 17010300512116100023873.